# Bytt är bytt
Bytt är bytt är ett svenskt tv-program på TV4, som började sändas 27 september 2014. Programledare är Renée Nyberg. Programmet är ett svenskt tv-koncept och hade sin världspremiär den 25 september 2014. Antikexperten Karin Laserow medverkade tidigare i varje avsnitt av programmet. Från hösten 2020 ersätter Li Pamp Karin Laserow.
Programmet går ut på att ett par omges av åtta antika objekt, som ägs och tagits med av varsin frivillig svensk och är värda varsin av summorna 500 kr, 5 000 kr, 10 000 kr, 25 000 kr, 50 000 kr, 100 000 kr, 250 000 kr och 500 000 kr. Paret skall därefter välja det objekt de tror är värt mest. Varje omgång inleds med att det tävlande paret väljer det objekt de tror är högst värderat och det de tror är lägst värderat. Experten berättar om objekten och paret skall sedan välja vilket objekt de vill skicka ut ur spelet. Sedan väljer paret i valfri ordning de resterande objekten, ett i taget, som presenteras av experten, och avgör sedan vid varje tillfälle om de vill skicka ut det senast valda objektet eller det tidigare valda objektet. När det slutligen bara är ett objekt kvar i spelet vinner paret summan som det objektet är värt.